# Euophrys ysoboli
Euophrys ysoboli är en spindelart som beskrevs av George William Peckham och Elizabeth Maria Gifford Peckham 1896. Euophrys ysoboli ingår i släktet Euophrys och familjen hoppspindlar. Inga underarter finns listade i Catalogue of Life.